# 184
El 184 (CLXXXIV) fou un any de traspàs començat en dimecres del calendari julià.

## Esdeveniments
- Xina: Es produeix la Rebel·lió dels Turbants Grocs dels camperols contra l'emperador de la dinastia Han.[1]
- Beolhyu esdevé rei de Silla.[2]